# 浜田敦
浜田 敦（はまだ あつし、1913年〈大正2年〉8月6日 - 1996年〈平成8年〉9月21日）は、日本の日本語学者。京都大学名誉教授。

## 経歴
浜田耕作の子として京都に生まれる。
1939年に京都帝国大学卒。新村出に師事。戦後に大阪市立大学助教授となるが、1956年に京都大学文学部助教授となり、1969年より国語学主任教授を1977年まで務めた。
1996年に心不全のため死去。

## 業績
国語学で扱う主要テーマはほぼ全て網羅していたが、中心は上代日本語・中古日本語・中世日本語であった。音韻に関しては、その歴史的変遷を辿ることによって、日本語の音韻の歴史を明らかにするという方向であり、音韻体系そのものではなく、音韻体系の外側にあった音（あるいは体系の外側に生まれてきた音）について綴った。文法研究においても、文章の微妙な意味を読み分けた上で用例を博捜し、その意味の変遷から語源まで論じている。
浜田の立論は幅広い用例と丁寧な解説、さらに断定を避ける表現によって、難解な部分を生じていることも多く、また従来あまり国語学では利用されなかった古文書、中国資料、朝鮮資料などを総合的に利用するところに特徴がある。とりわけ外国資料の利用は、晩年に至るまで一貫していた。

## 人物
大学の単位制度には「学生の勉学を妨げる」として否定的で、名簿に登録さえすれば単位を認定するという方法を取っていたが、同僚の教授たちからは批判的な目で見られていた。また「学生・院生といえど研究者である」と決して雑用をさせなかった。
論文の記述は慎重で、雑談の折でも学問的な話題については断定を避けていたが、日常生活では断定的な物言いをしていた。

## 著書

### 単著
- 『古代日本語』大八洲出版 1946（古文化叢刊）
- 『朝鮮資料による日本語研究』岩波書店 1970
- 『続朝鮮資料による日本語研究』臨川書店 1983
- 『日本語の史的研究』臨川書店 1984
- 『国語史の諸問題』和泉書院 1986

### 編著・共著
- 井手至、塚原鉄雄『国語副詞の史的研究 第1 (なかなか) (大阪市立大学国語学研究調査冊子 ; 第1冊)』大阪市立大学国語学研究会、1954年。
- 井手至、塚原鉄雄『國語副詞の史的研究 2 (大阪市立大学国語学研究調査冊子 ; 第2冊)』大阪市立大学国語学研究会、1955年。
- 井手至、塚原鉄雄『國語副詞の史的研究 3 (大阪市立大学国語学研究調査冊子 ; 第3冊)』大阪市立大学国語学研究会、1955年。
  - 『国語副詞の史的研究』井手至、塚原鉄雄 新典社 1991年。

### 校訂
- 『徒然草』 吉田兼好 高桐書院 1948、doi:10.11501/1703568
- 遠藤嘉基、塚原鉄雄『徒然草新抄』中央図書出版社、1954年。

### 解題
- 邨岡良弼『日本地理志料 : 古代地名辞書 上』臨川書店、1966年。